# داستين بيترسون
داستين بيترسون (بالإنجليزية: Dustin Peterson)‏ هو لاعب كرة قاعدة أمريكي، ولد في 10 سبتمبر 1994 في فينيكس في الولايات المتحدة.

## وصلات خارجية
- داستين بيترسون على موقع دوري كرة القاعدة الرئيسي (الإنجليزية)
- داستين بيترسون على موقعبيزبول رفرنس.كوم (الدوري الرئيسي) (الإنجليزية)
- داستين بيترسون على موقعبيزبول رفرنس.كوم (الدوري الثانوي) (الإنجليزية)
- داستين بيترسون على موقع إي إس بي إن.كوم (أم.أل.بي) (الإنجليزية)
- داستين بيترسون على موقع مشجعي الرسوم البيانية (الإنجليزية)